# Gustav von Wulffen
Gustav Adolf von Wulffen (Gotha, 18 april 1878 - Borkheide, 4 mei 1945) was een Duitse officier en SS-Brigadeführer en Generalmajor in de SS.

## Herkomst
Wulffen was een telg uit het geslacht Wulffen. Zijn ouders waren Gustav von Wulffen (1833–1902) en zijn vrouw Klara Wilhelmine Christiane Hauff (1845–1910).

## Leven
Na zijn vorming trad Wulffen op 13 maart 1897 tot het cadettenkorps toe, en werd Secondeleutnant in het Infanterie-Regiment „Graf Bose“ (1. Thüringisches) Nr. 31 in Altona. Van oktober 1902 tot september 1906 was hij werkzaam als bataljonsadjudant. Op 18 mei 1907 werd hij tot Oberleutnant en gelijktijdig tot Hauptmann bevorderd. Op 1 oktober 1912 werd als adjudant in het 22. Infanterie-Brigade naar Breslau overgeplaatst.
Met het uitbreken van de Eerste Wereldoorlog raakte Wulffen bij Longwy aan het Westfront voor het eerst in krijgshandelingen verwikkeld. Op 3 mei 1917 werd hij tot commandant van het Großherzoglich Mecklenburgisches Grenadier-Regiment Nr. 89 benoemd. Tijdens het Lenteoffensief eind maart 1918 kon Wulffen zich in het bijzonder bewijzen, daarvoor kreeg hij op 21 april 1918 de hoogste Pruisische onderscheiding Pour le Mérite. Kort voor het einde van de oorlog werd hij nog op 18 oktober 1918 tot Major bevorderd.
Na de oorlog werd hij als Regierungsrat in de opbouw van het „Landesschutzes“ in de provinciën Opper- en Neder-Silezië ingezet; na de Kapp-putsch werd hij echter van zijn functies ontheven. Na verschillende functies in de particuliere sector, werd hij in 1924 manager van de Hamburger Nationalclub in Hamburg.
Wulffen werd begin 1931 lid van de NSDAP en later van de SS. Hij werd op 15 augustus 1939 tot SS-Brigadeführer bevorderd.
Hij werd in de staf van de plaatsvervanger van de Führer Rudolf Hess geplaatst, en werkte als klachtenfunctionaris en nam meteen de leiding van de afdeling C II „Personeelszaken van de Partij“ over. Op 15 november 1937 wisselde hij het Präsidialkanzlei, en werd later in de Persönlicher Stab Reichsführer-SS ingezet. Op 16 februari 1944 schreef Rijksleider en hoofd van de partijkanselarij Martin Bormann aan Reichsführer-SS Himmler: 
[”...Immer weer moest... vastgesteld worden, dat Wulffen in Potsdam niet de woordvoerder van de Partij was, maar woordvoerder tegen de Partij…. Het is mijns inziens niet nodig, dat u tegen SS-Brigadefuhrer Gustav Adolf von Wulffen optreedt. Ik zou het u dankbaar zijn, wanneer u de lopende bevorderingswens van Wulffen voorlopig niet liet meerekenen.” Als Wehrmachtscommandant van Potsdam kwam Wulffen onvermijdelijk in conflictsituaties met daar ter plaatse partijfunctionarissen.]
[”....Immer wieder musste...festgestellt werden, dass Wulffen in Potsdam nicht Sprecher der Partei war, sondern Sprecher gegen die Partei....Es ist meines Erachtens nicht notwendig, dass Sie gegen den SS-Brigadeführer Gustav Adolf von Wulffen vorgehen. Ich wäre aber dankbar, wenn Sie die laufenden Beförderungswünsche Wulffen´s zunächst unberücksichtigt ließen.”
Als Wehrmachtskommandant von Potsdam geriet Wulffen zwangsläufig in Konfliktsituationen mit dortigen Parteistellen.]
Op 16 maart 1944 antwoordde Himmler: 
”...Ich habe nicht vor, SS-Brigadeführer von Wulffen, über dessen ”Qualitäten” ich mir schon seit einiger Zeit im Klaren bin, weiter zu befördern.”
”...Ik ben niet van plan om de SS-Brigadeführer von Wulffen verder te bevorderen, wiens "kwaliteiten" ik al enige tijd ken.”
Op 20 juli 1944, de dag van het complot, moest het Potsdammer Infanterieregiment 9 een beslissende rol spelen, maar Wullfen distantieerde zich uitdrukkelijk en betoonde Himmler zijn trouw aan het regime.
Aan het einde van de oorlog, nam hij op 29 maart 1945 het commando van de Infanterie-Division „Potsdam“ over. Deze divisie werd in april 1945 door de geallieerde troepen bij de Harz vernietigd. Daarbij werd Wulffen op 29 april 1945 zwaargewond aan zijn nek, en op 4 mei 1945 overleed hij aan zijn verwondingen.

## Familie
Wulffen trouwde op 8 mei 1924 met Margarete Cattien (4 januari 1883 Forst). Er is verder niets bekend of het echtpaar ook nog kinderen kreeg.

## Carrière
Von Wulffen bekleedde verschillende rangen in zowel de Allgemeine-SS als Heer. De volgende tabel laat zien dat de bevorderingen niet synchroon liepen.
| Datum                                                                 | Deutsche Heer   | Allgemeine-SS          | Heer                         |
| --------------------------------------------------------------------- | --------------- | ---------------------- | ---------------------------- |
| 1 maart 1891 - 13 maart 1897                                          | Kadett          | —                      | —                            |
| 13 maart 1897                                                         | Secondeleutnant | —                      | —                            |
| 18 mei 1907                                                           | Oberleutnant    | —                      | —                            |
| 1 oktober 1912                                                        | Hauptmann       | —                      | —                            |
| 18 oktober 1918 (BDC-dossier: 18 augustus 1918)                       | Major           | —                      | —                            |
| 17 juli 1933 - 15 maart 1933                                          | —               | SS-mann                | —                            |
| 14 augustus 1933 (na 15 oktober 1934 hernoemd in SS-Hauptscharführer) | —               | SS-Obertruppführer     | —                            |
| 3 september 1933                                                      | —               | SS-Sturmführer         | —                            |
| 24 december 1933                                                      | —               | SS-Obersturmführer     | —                            |
| 9 september 1934                                                      | —               | SS-Hauptsturmführer    | —                            |
| 20 april 1935                                                         | —               | SS-Sturmbannführer     | —                            |
| Juni 1935                                                             | —               | —                      | Oberstleutnant a.D.          |
| 15 september 1935                                                     | —               | SS-Obersturmbannführer | —                            |
| 20 april 1936                                                         | —               | SS-Standartenführer    | —                            |
| 30 januari 1937                                                       | —               | SS-Oberführer          | —                            |
| 1 oktober 1937                                                        | —               | —                      | Charakter van Oberstleutnant |
| 15 augustus 1939 (met terugwerkende kracht vanaf 20 april 1939)       | —               | SS-Brigadeführer       | —                            |
| 28 juli 1939- 27 augustus 1939                                        | —               | —                      | Charakter van Oberst         |
| 1940                                                                  | —               | —                      | Oberst z. V.                 |
| 1 maart 1942                                                          | —               | —                      | Generalmajor z.V             |

## Lidmaatschapsnummers
- NSDAP-nr.: 495 764[6][9][5][4] (1 juni 1931)[9]- 556 972[2]
- SS-nr.: 72 208[6][5][9] (15 maart 1933)[9]

## Onderscheidingen
Selectie:
- Pour le Mérite[5][4] op 21 april 1918[10][6] als commandant II./Gross Herzoglich Mecklenburgische Gre Rgt Nr 89[1]
- IJzeren Kruis 1914, 1e Klasse en 2e Klasse[5][4][1]
- Kruis voor Oorlogsverdienste, 1e Klasse (1 september 1943) en 2e Klasse (24 december 1940) met Zwaarden[5][1]
- Gewondeninsigne 1918 in zilver[5][4][1]
- Erekruis voor Frontstrijders in de Wereldoorlog[5][4]in 1934[1]
- Landesorden[5][4]
- SS-Ehrenring[5][4][3]
- Ehrendegen des Reichsführers-SS[5][4][3]
- Dienstonderscheiding van Leger en Marine, 2e Klasse (25 dienstjaren)[1]
- Militair Kruis van Verdienste, 1e en 2e Klasse[1]
- Ridderkruis van het Huisorde van Hohenzollern met Zwaarden op 8 oktober 1917[1]
- Onderscheiding voor Trouwe Dienst (Pruisen), 25 dienstjaren[1]